# System Gunica
System Gunica – stacje rozpoznania pokładowych systemów elektronicznych PRP-25M i PRP-25S,  opracowany w PIT-Radwar  zabudowany na podwoziu Tatry 815.
Stacje PRP-25S i PRP-25M mogą pracować autonomiczne lub w systemie.

## Historia
System Gunica został opracowany dla Sił Powietrznych na bazie systemu Breń-2 (dla Wojsk Lądowych) oraz Breń-R / Srokosz (dla Marynarki Wojennej). Testy fabryczne zrealizowano w latach 2001 - 2005. Testy państwowe i poligonowe przeprowadzono w 2005 roku. 

## Dane techniczne
- Lokalizacja i śledzenie źródeł emisji metodami:
  - TDoA (Time Difference of Arrival)
  - triangulacyjną
- Dokładność namierzania:
  - dla zakresu 0,5-2,0 GHz: < 2°
  - dla zakresu 2,0–18 GHz:  < 1°
- Załoga; 2(PRP-25M) / 1(PRP-25S)[3]